# Angelo Carrano
Angelo Carrano (Taranto, 2 maggio 1940) è un allenatore di calcio ed ex calciatore italiano, di ruolo mediano.

## Carriera

### Giocatore
Dopo gli esordi in IV Serie con la Pro Gorizia, debutta in Serie A con il Bari nella stagione 1959-1960, e l'anno successivo passa al Parma dove disputa un campionato di Serie B. In seguito torna al Bari dove si ferma per sei stagioni (una in Serie A, tre in Serie B e due in Serie C), ottenendo con i pugliesi una promozione in Serie A nel campionato 1962-1963, una doppia retrocessione in Serie B ed in Serie C nei due anni successivi, ed infine una nuova promozione in Serie B nel 1966-1967.
Nel 1967 si trasferisce prima al Mantova, dove disputa altre due gare nella massima serie, e poi al Palermo che vince il campionato di Serie B 1967-1968, con cui colleziona 4 presenze. Nei tre anni successivi è in Serie C con il Pescara, ed infine termina la carriera tra Serie C e Serie D con il Martina, la Juve Stabia ed il Potenza; in queste ultime due squadre ricopre il doppio incarico di giocatore e allenatore.
In carriera ha totalizzato 13 presenze in massima serie con Bari e Mantova, e 121 presenze con 3 gol segnati in 5 campionati di Serie B giocati con Parma, Bari e Palermo.

### Allenatore
La carriera da allenatore si svolge prevalentemente tra Serie C e Serie D; in totale ottiene una promozione in Serie C1 e cinque promozioni in Serie C2.
I primi successi arrivano con lo Squinzano, dove vince il campionato di Serie D 1978-1979, e con la Virtus Casarano, dove dal 1979 al 1981 ottiene due promozioni consecutive dalla Serie D alla Serie C1. In seguito allena il Taranto e nuovamente il Casarano in Serie C1, ed il Galatina, il Martina e la Juve Stabia in Serie C2; nel 1985 è nel campionato Interregionale con il Fasano, squadra che in seguito allenerà a più riprese per quattro volte, e con cui otterrà due promozioni in Serie C2 nel 1992-1993 e nel 1998-1999.
Nel 1989-1990 è al Matera in Interregionale, dove viene sostituito a stagione in corso e l'anno successivo al Francavilla con cui retrocede in Eccellenza. Nel 1993-1994 ottiene un'altra promozione in Serie C2 con il Castrovillari, e successivamente allena il Latina nel 1996-97 (subentrato) e 1997-98 (esonerato) nel CND e nel 2002-2003 in Serie C2 (esonerato).
Nel 1999-2000 allena nuovamente il Taranto, che termina il campionato di Serie D al secondo posto e viene ripescato in Serie C2. Gli ultimi anni della sua carriera sono a Manfredonia in Serie D dove viene esonerato, Ostuni in Eccellenza pugliese, Castrovillari nel 2008 dove ottiene una salvezza ai play-out di Serie D contro la Casertana; infine con il Massafra in Eccellenza pugliese viene esonerato, e con il Francavilla in Serie D si dimette a stagione in corso.
Nel gennaio 2016 (a 76 anni) lascia un incarico ricoperto nel Taranto Calcio (serie D), per subentrare nella panchina dell'Hellas Taranto (Eccellenza pugliese). Dopo una settimana è però demansionato a supervisore tecnico, mentre ritorna De Falco come allenatore dell'Hellas Taranto. Lascia così il record ad una vecchia conoscenza dello stesso Carrano: si tratta di Angelo Busetta (anche lui settantaseienne), il quale porta regolarmente a termine il campionato nel Città di Paternò (promozione siciliana girone C).

## Palmarès

### Calciatore
- Campionato italiano di Serie B: 1

Palermo: 1967-1968
- Campionato italiano Serie C: 1

Bari: 1966-1967

### Allenatore
- Serie D: 5

Squinzano: 1978-1979
Virtus Casarano: 1979-1980
Fasano: 1992-1993 (girone G), 1998-1999 (girone H)
Castrovillari: 1993-1994